# St. Elmo's Fire
St. Elmo's Fire è un film del 1985 co-scritto e diretto da Joel Schumacher. È considerato uno dei film manifesto del Brat Pack, nel quale Schumacher dirige un gruppo di otto ragazzi, allora poco più che ventenni, destinati a lasciare traccia nella Hollywood degli anni a venire.

## Trama
I neo laureati della Georgetown University Alec, Leslie, Kevin, Jules e Kirbo aspettano di conoscere le condizioni di due loro amici: Wendy, una ragazza dolce, timida ed altruista, e Billy, un ex ragazzo della confraternita e ora marito e padre irresponsabile, dopo un piccolo incidente d'auto causato da un ubriaco Billy. All'ospedale Kirbo vede una ex studentessa di medicina di nome Dale, di cui è innamorato dal college.
Il gruppo si riunisce spesso nel loro ritrovo preferito, il bar di St. Elmo. Billy è stato licenziato dal lavoro che Alec gli aveva procurato. Nel loro appartamento, Alec fa pressione su Leslie per sposarlo, ma lei pensa che non siano ancora pronti. Kirbo spiega a Kevin il suo amore per Dale quando Billy si presenta, chiedendo di passare da loro la notte perché non riesce a far pace con sua moglie Felicia. Jules accusa Kevin di essere gay e di amare Alec. Quando Kevin visita Alec e Leslie per cena, Alec confessa a Kevin di aver recentemente fatto sesso con una commessa di un negozio di intimo femminile.
Billy e Wendy si ubriacano insieme e la ragazza rivela di essere vergine. 
Durante la festa di Halloween al St. Elmo, Jules rivela a Leslie che ha una relazione con il suo capo, sposato. Billy vede sua moglie Felicia con un altro uomo tra la folla e inizia una rissa. Billy viene buttato fuori dal  locale e si riconcilia con sua moglie. Le ragazze affrontano Jules sulla sua relazione e sulle spese sconsiderate, ma lei insiste sul fatto che tutto è sotto controllo.
Kirbo accetta un lavoro lavorando per il signor Kim, un ricco uomo d'affari coreano, e invita Dale a una festa a casa dello stesso signor Kim. Wendy arriva con Howie, un ragazzo ebreo che i suoi genitori vogliono che sposi. Alec annuncia che lui e Leslie si sposeranno; lei, sconvolta, lo affronta sui suoi sospetti della sua infedeltà e i due rompono il fidanzamento. Alec accusa Kevin di aver raccontato a Leslie della sua scappatella con la commessa. Jules dà a Billy un passaggio a casa e lui cerca di fare sesso con lei. Furiosa, Jules gli ordina di uscire dalla sua auto e Felicia assiste alla scena.
Quando Dale salta la festa, Kirby guida fino allo sua casa di montagna e incontra il suo ragazzo. L'auto presa in prestito da Kirbo si blocca e Dale e il suo ragazzo lo invitano a passare la notte lì. La mattina dopo Dale gli confessa che è lusingata dal suo interesse per lei e lui la bacia.
Leslie va nell'appartamento di Kevin per passare la notte dopo la rottura con Alec e scopre le sue fotografie. Kevin confessa il suo amore per lei e i due fanno l’amore. Il giorno seguente Alec va nell'appartamento di Kevin per scusarsi con lui e rimane agghiacciato nel trovarci Leslie.
Jules è stata licenziata dal suo lavoro, rimasta indietro sui suoi pagamenti delle carte di credito e tutti i suoi beni sono stati sequestrati. Jules si chiude nel suo appartamento e apre le finestre, con l'intenzione di morire congelata. I suoi amici tentano di convincerla a uscire, ma lei non risponde. Billy convince Jules a farlo entrare, e parlano delle sfide della vita, sentite dal resto degli amici.
Billy visita Wendy nel suo nuovo appartamento e le dice che sta divorziando e ha deciso di trasferirsi a New York City; dopo i due ragazzi fanno l’amore. Alla stazione degli autobus, il gruppo si riunisce ancora una volta per salutare Billy. Billy esorta Alec a fare pace con Kevin e Leslie e la ragazza dichiara che non vuole uscire con nessuno per un po'. Infine il gruppo pianifica di incontrarsi per un brunch.